# ویلیو هالمه
ویلیو هالمه (فنلاندی: Viljo Halme; ۲۴ ژانویهٔ ۱۹۰۷ – ۲۱ اکتبر ۱۹۸۱) بازیکن فوتبال اهل فنلاند بود.
از باشگاه‌هایی که در آن بازی کرده‌است می‌توان به باشگاه فوتبال هلسینکی و باشگاه فوتبال هلسینگین پالوسئورا اشاره کرد.
وی همچنین در تیم ملی فوتبال فنلاند بازی کرده‌است.